# Liste der Geotope im Landkreis Forchheim
Diese Liste enthält die Geotope des oberfränkischen Landkreises Forchheim in Bayern.
Die Liste enthält die amtlichen Bezeichnungen für Namen und Nummern des Bayerischen Landesamt für Umwelt (LfU) sowie deren geographische Lage. Diese Liste ist möglicherweise unvollständig. Im Geotopkataster Bayern sind etwa 3.400 Geotope (Stand März 2020) erfasst. Das LfU sieht einige Geotope nicht für die Veröffentlichung im Internet geeignet. Einige Objekte sind zum Beispiel nicht gefahrlos zugänglich oder dürfen aus anderen Gründen nur eingeschränkt betreten werden.
| Name                                                           | Bild           | Geotop ID | Gemeinde / Lage         | Geologische Raumeinheit | Beschreibung | Fläche m² / Ausdehnung m | Geologie                                                                                            | Aufschlussart                  | Wert               | Schutzstatus                                                  | Bemerkung                       |
| -------------------------------------------------------------- | -------------- | --------- | ----------------------- | ----------------------- | --- | ------------------------ | --------------------------------------------------------------------------------------------------- | ------------------------------ | ------------------ | ------------------------------------------------------------- | ------------------------------- |
| Ehemaliger Steinbruch an der Streitburg bei Streitberg         |                | 474A001   | Wiesenttal Position     | Nördliche Frankenalb    | Steinbruch an der Streitburg mit weißgrauen Kalken des Malm Beta (Werkkalk). | 10.000 100 × 100         | Typ: Gesteinsart Art: Kalkstein                                                                     | Steinbruch                     | bedeutend          | kein Schutzgebiet                                             |                                 |
| Ölschiefer-Aufschluss NNW von Hetzles                          | weitere Bilder | 474A002   | Hetzles Position        | Nördliche Albrandregion | Aufschluss des Posidonienschiefers mit dünnen Mergellagen, grau und papierartig verwittert. Dazwischen sind einzelne Kalkbänke eingelagert. | 225 15 × 15              | Typ: Gesteinsart Art: Kalkmergelstein                                                               | Böschung                       | wertvoll           | Landschaftsschutzgebiet, Naturpark                            |                                 |
| Ehemaliger Steinbruch W von Ebermannstadt                      | weitere Bilder | 474A003   | Ebermannstadt Position  | Nördliche Frankenalb    | Für die Fränkische Alb ungewöhnlich mergelig ausgeprägter Malm Beta und Malm Gamma. Hier wurde die Feuerstein-Bankfolge erstmals beschrieben, die nach der nahgelegenen Burg Feuerstein benannt ist. | 25.000 500 × 50          | Typ: Standard-/Referenzprofil, Tierische Fossilien Art: Kalkstein, Mergelstein                      | Steinbruch                     | besonders wertvoll | Landschaftsbestandteil                                        |                                 |
| Aufgelassener Steinbruch im Angulatensandstein W von Forchheim |                | 474A004   | Forchheim Position      | Nördliche Albrandregion | Der Steinbruch ist einer der wenigen Aufschlüsse von Angulaten-Schichten des Lias Alpha 2 in mariner Fazies. Teils dünn gebankter, limonitisierter Sandstein mit Hellglimmer-Resten sowie Limonit-Konkretionen und -Kluftfüllungen. | 350 35 × 10              | Typ: Gesteinsart, Schichtfolge Art: Sandstein                                                       | Steinbruch                     | besonders wertvoll | FFH-Gebiet                                                    |                                 |
| Höhle (D99) in der Fellner-Doline SE von Gößweinstein          | weitere Bilder | 474H001   | Gößweinstein Position   | Nördliche Frankenalb    | Verschlossene Schacht- und Horizontalhöhle, mit fast 100 m Tiefe die tiefste bekannte Höhle der Fränkischen Alb. Färbeversuche zeigten eine hydrologische Verbindung zur 700 m entfernten Stempfermühlquelle. | 4.000 100 × 40           | Typ: Karst-Schacht-&Horizontalhöhle, Ponor Art: Dolomitstein                                        | kein Aufschluss                | bedeutend          | Naturdenkmal, Landschaftsschutzgebiet, Naturpark              |                                 |
| Zoolithenhöhle NW von Burggaillenreuth                         | weitere Bilder | 474H002   | Ebermannstadt Position  | Nördliche Frankenalb    | Beeindruckende Felsen am Eingang zur Zoolithenhöhle. In der Höhle wurden zahlreiche Relikte der eiszeitlichen Tierwelt gefunden. Nach Plünderungen ist die Höhle als Fundstelle heute erloschen und verschlossen. | 10.000 100 × 100         | Typ: Karst-Horizontalhöhle, Tierische Fossilien, Felswand/-hang Art: Dolomitstein                   | Hanganriss/Felswand            | wertvoll           | Naturdenkmal, Landschaftsschutzgebiet, FFH-Gebiet             |                                 |
| Kappshöhle WSW von Burggaillenreuth                            |                | 474H003   | Ebermannstadt Position  | Nördliche Frankenalb    | Am Eingang hat die Kappshöhle eine 20 m lange, 5 m breite und ca. 5 m hohe Aushöhlung, dahinter verengt sich der Höhlenraum. | 400 20 × 20              | Typ: Karst-Schacht-&Horizontalhöhle, Felsgruppe, Gesteinsart, Tierische Fossilien Art: Dolomitstein | Hanganriss/Felswand            | bedeutend          | Naturdenkmal, Landschaftsschutzgebiet, FFH-Gebiet             |                                 |
| Esperhöhle NW von Leutzdorf                                    | weitere Bilder | 474H004   | Gößweinstein Position   | Nördliche Frankenalb    | Höhlenruine, die im 18. Jahrhundert von Johann Friedrich Esper entdeckt wurde. Vor der Höhle gibt es eine große Doline, die durch den Einsturz eines Höhlendachs entstand. In der Höhle wurden zahlreiche menschliche Knochen und Artefakte gefunden. | 2.500 50 × 50            | Typ: Karst-Horizontalhöhle, Doline Art: Dolomitstein                                                | Hanganriss/Felswand            | wertvoll           | Naturdenkmal, Landschaftsschutzgebiet, FFH-Gebiet             |                                 |
| Oswaldhöhle, Witzenhöhle und Wundershöhle SE von Muggendorf    | weitere Bilder | 474H005   | Wiesenttal Position     | Nördliche Frankenalb    | Die drei Höhlen bei Muggendorf sind aus einem größeren Höhlensystem entstanden. Sie wurden getrennt, als das Tal der Wiesent entstand. Die Höhlen sind einfach zu begehen. | 2.000 200 × 10           | Typ: Karst-Horizontalhöhle Art: Dolomitstein                                                        | Höhle                          | wertvoll           | Landschaftsbestandteil, Naturdenkmal, Landschaftsschutzgebiet |                                 |
| Binghöhle NW von Streitberg (Schauhöhle)                       | weitere Bilder | 474H006   | Wiesenttal Position     | Nördliche Frankenalb    | Schauhöhle mit zahlreichen Tropfsteinen, geht auf fossilen Fluss in den gebankten Kalken des Unteren Malms zurück. | 1.350 270 × 5            | Typ: Karst-Horizontalhöhle Art: Kalkstein                                                           | Höhle                          | bedeutend          | Naturdenkmal, Landschaftsschutzgebiet, FFH-Gebiet             |                                 |
| Muschelquelle NE von Streitberg                                | weitere Bilder | 474Q001   | Wiesenttal Position     | Nördliche Frankenalb    | Felswand gebildet aus Schwammfazies mit größerem Anteil Schwammschutt (Schuttriff-Kalk). Die Muschelquelle entspringt auf Mergeln des Malm Alpha, unterhalb liegen Buckelwiesen auf Kalktuff. Darüber geht die Wand in ungebankte Massenfazies über. Dort gibt es eine Höhle, aus der bei Hochwasser ebenfalls Wasser strömt. | 100 10 × 10              | Typ: Schichtquelle, Sinterbildung, Schichtfolge Art: Kalkstein, Dolomitstein, Mergel                | Hanganriss/Felswand            | wertvoll           | Naturdenkmal, Landschaftsschutzgebiet, Vogelschutzgebiet      |                                 |
| Stempfermühlquelle W von Gößweinstein                          | weitere Bilder | 474Q002   | Gößweinstein Position   | Nördliche Frankenalb    | Drei starke, dicht beieinander liegende Quellen an der Stempfermühle, deren Wasser bald darauf in die nahegelegene Wiesent fließt. Bedeutende Karstquelle mit einer Schüttung von mehreren 100 l/s. | 100 25 × 4               | Typ: Verengungsquelle Art: Kalkstein                                                                | kein Aufschluss                | wertvoll           | Landschaftsschutzgebiet, FFH-Gebiet, Vogelschutzgebiet        |                                 |
| Karstquelle Thosmühle                                          |                | 474Q003   | Ebermannstadt Position  | Nördliche Frankenalb    | Starke Karstquelle, deren Wasser für die Fischzucht der Thosmühle verwendet wird. Ein kleiner Quelltopf kann mehrere 100 l/s liefern, er liegt im umzäunten Bereich der Fischzucht. Oberhalb gibt es einen Aufschluss von gebanktem Kalk. | 6 3 × 2                  | Typ: Verengungsquelle, Gesteinsart Art: Kalkstein, Mergelstein                                      | Hanganriss/Felswand            | wertvoll           | Landschaftsschutzgebiet, Naturpark                            |                                 |
| Lillach-Quelle E von Weißenohe                                 | weitere Bilder | 474Q004   | Gräfenberg Position     | Nördliche Frankenalb    | Die Quelle der Lillach entspringt östlich von Weißenohe in einer kleinen Quellhöhle über der Schichtgrenze zwischen mergeligem Malm Alpha und gebanktem Werkkalk (Malm Beta). Die Schüttung kann je nach Witterung wenige Liter pro Sekunde oder mehr als 100 l/s betragen. Am Bachlauf der Lillach sind beeindruckende Sinterkaskaden zu sehen (Geotop Nr. 474R084). Das Wasser kommt von der Albhochfläche. Die Quelle liegt am Frankenweg. | 4 2 × 2                  | Typ: Schichtquelle Art: Kalkstein                                                                   | sonstiger Aufschluss           | wertvoll           | Naturdenkmal, Landschaftsschutzgebiet, FFH-Gebiet             |                                 |
| Altarstein bei Obertrubach                                     |                | 474R001   | Obertrubach Position    | Nördliche Frankenalb    | Felsen aus Malm-Delta Riffdolomiten. | 264 33 × 8               | Typ: Felswand/-hang Art: Dolomitstein                                                               | Hanganriss/Felswand            | bedeutend          | Naturpark                                                     |                                 |
| Felsen mit Reibertsloch-Höhle (D77) NE von Bärnfels            |                | 474R002   | Obertrubach Position    | Nördliche Frankenalb    | Höhle Reibertsloch (D77) in einem Dolomitfelsen. | 40 10 × 4                | Typ: Felswand/-hang, Karst-Halbh./Naturbrücke Art: Dolomitstein                                     | Hanganriss/Felswand            | bedeutend          | Naturdenkmal, Naturpark                                       |                                 |
| Napoleonstein auf dem Reibertsberg NE von Bärnfels             |                | 474R003   | Obertrubach Position    | Nördliche Frankenalb    | Stark löchrig verwitterter Riffdolomit. | 90 18 × 5                | Typ: Felswand/-hang, Karst-Halbh./Naturbrücke Art: Dolomitstein                                     | Hanganriss/Felswand            | bedeutend          | Naturpark                                                     |                                 |
| Felsengruppe Spitzstein bei Bärnfels                           |                | 474R004   | Obertrubach Position    | Nördliche Frankenalb    | Drei Felstürme aus Riffdolomit mit löchrigen Verwitterungsspuren. | 80 10 × 8                | Typ: Felsgruppe Art: Dolomitstein                                                                   | Hanganriss/Felswand            | bedeutend          | Naturdenkmal, Naturpark                                       |                                 |
| Bärnfelsen in Bärnfels                                         | weitere Bilder | 474R005   | Obertrubach Position    | Nördliche Frankenalb    | Mehrere dolomitisierte Schwammstotzen oberhalb von Bärnfels. | 288 18 × 16              | Typ: Felsturm/-nadel Art: Dolomitstein                                                              | Hanganriss/Felswand            | bedeutend          | Landschaftsschutzgebiet, Naturpark                            |                                 |
| Scheidestein bei Obertrubach                                   |                | 474R006   | Obertrubach Position    | Nördliche Frankenalb    | Felswand aus Riffdolomit des mittleren Kimmeridgiums mit unregelmäßig verteilten löchrigen Verwitterungsspuren. | 120 12 × 10              | Typ: Felsturm/-nadel Art: Dolomitstein                                                              | Hanganriss/Felswand            | bedeutend          | Naturdenkmal, Naturpark                                       |                                 |
| Höllenstein mit Höhlen (D60, D270) SE von Obertrubach          |                | 474R007   | Obertrubach Position    | Nördliche Frankenalb    | Großer Riffkomplex mit teils zusammengewachsenen Einzelkuppen, in dem es mehrere Höhlen gibt. | 6.400 160 × 40           | Typ: Felswand/-hang, Karst-Horizontalhöhle Art: Dolomitstein                                        | Hanganriss/Felswand            | bedeutend          | Naturpark                                                     |                                 |
| Roßsprung ENE von Leutenbach                                   |                | 474R008   | Leutenbach Position     | Nördliche Albrandregion | Felsen aus ebenbankigen Schwammkalken des Malm Gamma und Delta, nicht dolomitisiert. | 300 20 × 15              | Typ: Felswand/-hang Art: Kalkstein                                                                  | Hanganriss/Felswand            | bedeutend          | Naturdenkmal, Landschaftsschutzgebiet, FFH-Gebiet             |                                 |
| Dolomitfelsen Steinstube S von Bärnfels                        |                | 474R009   | Obertrubach             | Nördliche Frankenalb    | Großer Riffkomplex aus kreisförmig angeordneten Einzelkuppen. | 63 9 × 7                 | Typ: Felswand/-hang Art: Dolomitstein                                                               | Hanganriss/Felswand            | bedeutend          | Landschaftsschutzgebiet, Naturpark                            |                                 |
| Kallitzenleiten NE von Herzogwind                              |                | 474R010   | Obertrubach Position    | Nördliche Frankenalb    | Großer Riffkomplex mit horizontalen Baustrukturen. | 1.700 100 × 17           | Typ: Felswand/-hang Art: Dolomitstein                                                               | Hanganriss/Felswand            | bedeutend          | Landschaftsschutzgebiet, Naturpark                            |                                 |
| Kürzenberg E von Affalterthal                                  | weitere Bilder | 474R011   | Egloffstein Position    | Nördliche Frankenalb    | Großer Riffkomplex östlich von Affalterthal mit auffallend hellen horizontalen Strukturen und löchrigen Verwitterungsspuren. | 1.800 120 × 15           | Typ: Felswand/-hang Art: Dolomitstein                                                               | Hanganriss/Felswand            | bedeutend          | Naturdenkmal, Landschaftsschutzgebiet, Naturpark              |                                 |
| Felsen mit Bocksloch E von Affalterthal                        | weitere Bilder | 474R012   | Egloffstein Position    | Nördliche Frankenalb    | Kaminartige Höhle in einem Felsen aus dolomitisiertem Schwammkalk. | 190 19 × 10              | Typ: Felswand/-hang Art: Dolomitstein                                                               | Hanganriss/Felswand            | bedeutend          | Naturdenkmal, Landschaftsschutzgebiet, Naturpark              |                                 |
| Felsen E von Affalterthal                                      | weitere Bilder | 474R013   | Egloffstein Position    | Nördliche Frankenalb    | Mehrere kleine Felsen aus gebanktem Dolomit, östlich von Affalterthal. | 80 10 × 8                | Typ: Felsgruppe Art: Dolomitstein                                                                   | Hanganriss/Felswand            | bedeutend          | Landschaftsschutzgebiet, Naturpark                            |                                 |
| Felstürme in der Walkersgrube SE von Affalterthal              | weitere Bilder | 474R014   | Egloffstein Position    | Nördliche Frankenalb    | Markante Felstürme aus dolomitisiertem Riffkalk, stark verwachsen. | 130 13 × 10              | Typ: Felsturm/-nadel Art: Dolomitstein                                                              | Hanganriss/Felswand            | bedeutend          | Landschaftsschutzgebiet, Naturpark                            |                                 |
| Felsgruppe in der N Walkersgrube ESE von Affalterthal          |                | 474R015   | Egloffstein Position    | Nördliche Frankenalb    | Kleine Felsen aus tafelbankigem Dolomit mit unregelmäßigen löchrigen Verwitterungsspuren. | 156 13 × 12              | Typ: Felsgruppe Art: Dolomitstein                                                                   | Hanganriss/Felswand            | bedeutend          | Naturdenkmal, Landschaftsschutzgebiet, Naturpark              |                                 |
| Felsgruppe Lappersreuth SE von Affalterthal                    |                | 474R016   | Egloffstein Position    | Nördliche Frankenalb    | Gruppe aus mehreren kleinen, freistehenden und stark bemoosten Riffdolomit-Felsen. | 300 30 × 10              | Typ: Felsgruppe Art: Dolomitstein                                                                   | Hanganriss/Felswand            | bedeutend          | Landschaftsschutzgebiet, Naturpark                            |                                 |
| Bartelskirche SE von Schlehenmühle                             |                | 474R017   | Egloffstein Position    | Nördliche Frankenalb    | Felsturm aus dolomitisierten Schwammkalken mit horizontalen Baustrukturen, löchrig angewittert. | 88 11 × 8                | Typ: Felsturm/-nadel Art: Dolomitstein                                                              | Hanganriss/Felswand            | bedeutend          | Naturdenkmal, Naturpark                                       |                                 |
| Schwammkalkfelsen Streitburg bei Streitberg                    | weitere Bilder | 474R018   | Wiesenttal Position     | Nördliche Frankenalb    | Burgruine Streitburg auf einem herauserodierten weißen Riffkalkklotz. | 90.000 300 × 300         | Typ: Felsburg Art: Kalkstein                                                                        | Hanganriss/Felswand            | bedeutend          | Naturdenkmal, Naturpark                                       |                                 |
| Kalkfelsen am Hummerberg W von Streitberg                      | weitere Bilder | 474R019   | Wiesenttal Position     | Nördliche Frankenalb    | Aufgereihte Schwammkalkstotzen am Hummerberg. | 10.0000 1000 × 100       | Typ: Felsgruppe Art: Kalkstein                                                                      | Hanganriss/Felswand            | bedeutend          | Landschaftsbestandteil, Landschaftsschutzgebiet, FFH-Gebiet   |                                 |
| Felsnadel Langenstein bei Streitberg                           | weitere Bilder | 474R020   | Wiesenttal Position     | Nördliche Frankenalb    | Felsnadel mit geneigter Schichtung der Massenkalkfazies. | 100 10 × 10              | Typ: Felsturm/-nadel Art: Kalkstein                                                                 | Hanganriss/Felswand            | bedeutend          | Landschaftsschutzgebiet, FFH-Gebiet, Vogelschutzgebiet        |                                 |
| Schwammkalkfelsen Markgrafenstein N von Streitberg             | weitere Bilder | 474R021   | Wiesenttal Position     | Nördliche Frankenalb    | Kuppenförmige Riffbauten in der mergelreichen Malm Alpha-Schwammfazies. | 10.000 100 × 100         | Typ: Felswand/-hang Art: Kalkstein                                                                  | Hanganriss/Felswand            | bedeutend          | Landschaftsschutzgebiet, Vogelschutzgebiet, Naturpark         |                                 |
| Heidenstein im Todsfeld bei Thuisbrunn                         | weitere Bilder | 474R022   | Gräfenberg Position     | Nördliche Frankenalb    | Felswand aus Frankendolomit. | 200 20 × 10              | Typ: Felswand/-hang Art: Dolomitstein                                                               | Hanganriss/Felswand            | bedeutend          | Naturdenkmal, Landschaftsschutzgebiet, Naturpark              |                                 |
| Wächterfelsen im Todsfeld NE von Thuisbrunn                    |                | 474R023   | Gräfenberg Position     | Nördliche Frankenalb    | Felswand aus Frankendolomit. | 2.500 50 × 50            | Typ: Felsturm/-nadel Art: Dolomitstein                                                              | Hanganriss/Felswand            | bedeutend          | Naturdenkmal, Landschaftsschutzgebiet, Naturpark              |                                 |
| Kapuzinerfelsen im Todsfeld NE von Thuisbrunn                  |                | 474R024   | Gräfenberg Position     | Nördliche Frankenalb    | Felswand aus Frankendolomit. | 2.400 60 × 40            | Typ: Felswand/-hang Art: Dolomitstein                                                               | Hanganriss/Felswand            | bedeutend          | Naturdenkmal, Landschaftsschutzgebiet, FFH-Gebiet             |                                 |
| Madonnafelsen im Todsfeld ENE von Thuisbrunn                   |                | 474R025   | Gräfenberg Position     | Nördliche Frankenalb    | Felswand aus Frankendolomit. | 400 20 × 20              | Typ: Felsturm/-nadel Art: Dolomitstein                                                              | Hanganriss/Felswand            | bedeutend          | Naturdenkmal, Landschaftsschutzgebiet, Naturpark              |                                 |
| Felsen auf dem Burgberg in Thuisbrunn                          | weitere Bilder | 474R026   | Gräfenberg Position     | Nördliche Frankenalb    | An der Felswand ist der Übergang von Schwammfazies zu Frankendolomit erkennbar. | 30.000 200 × 150         | Typ: Felsburg Art: Dolomitstein                                                                     | Hanganriss/Felswand            | bedeutend          | Naturpark                                                     |                                 |
| Zimmerlesfelsen SE von Thuisbrunn                              |                | 474R027   | Gräfenberg Position     | Nördliche Frankenalb    | Felsgruppe aus dolomitisiertem Riffkalk beim Hohenschwärzer Graben. | 100 10 × 10              | Typ: Felsgruppe Art: Dolomitstein                                                                   | Hanganriss/Felswand            | bedeutend          | Naturpark                                                     |                                 |
| Zigeunerstein am Leitsberg SE von Haidhof                      |                | 474R028   | Gräfenberg Position     | Nördliche Frankenalb    | Schwammstotzen am Leitsberg bei Haidhof. | 100 10 × 10              | Typ: Felsturm/-nadel Art: Dolomitstein                                                              | Hanganriss/Felswand            | bedeutend          | Naturpark                                                     |                                 |
| Augustusfelsen SE von Egloffstein                              |                | 474R029   | Egloffstein Position    | Nördliche Frankenalb    | Bizarr geformter Schwammstotzen aus Schwammfazies des Unteren Malms. | 4.800 80 × 60            | Typ: Felsturm/-nadel Art: Dolomitstein                                                              | Hanganriss/Felswand            | bedeutend          | Naturdenkmal, Landschaftsschutzgebiet, FFH-Gebiet             |                                 |
| Die Hohen Kirchfelsen W von Untertrubach                       | weitere Bilder | 474R030   | Gräfenberg Position     | Nördliche Frankenalb    | Bizarr geformter Schwammstotzen. | 2.500 50 × 50            | Typ: Felsturm/-nadel Art: Dolomitstein                                                              | Hanganriss/Felswand            | bedeutend          | Landschaftsschutzgebiet, FFH-Gebiet, Vogelschutzgebiet        |                                 |
| Hohlstein am Hundsberg NW von Wolfsberg                        |                | 474R031   | Obertrubach Position    | Nördliche Frankenalb    | Felskomplex im Wald am Hundsberg bei Wolfsberg. | 250 25 × 10              | Typ: Felswand/-hang Art: Dolomitstein                                                               | Hanganriss/Felswand            | bedeutend          | Landschaftsschutzgebiet, FFH-Gebiet, Vogelschutzgebiet        |                                 |
| Dohlenstein S von Wolfsberg                                    | weitere Bilder | 474R032   | Hiltpoltstein Position  | Nördliche Frankenalb    | Bizarr geformter Schwammstotzen. | 500 10 × 50              | Typ: Felsturm/-nadel Art: Dolomitstein                                                              | Hanganriss/Felswand            | bedeutend          | Naturdenkmal, Landschaftsschutzgebiet, FFH-Gebiet             |                                 |
| Kirchfelsen in Hiltpoltstein                                   | weitere Bilder | 474R033   | Hiltpoltstein Position  | Nördliche Frankenalb    | Sechs markante Schwammstotzen über dem Ort. | 280 20 × 14              | Typ: Felsturm/-nadel Art: Dolomitstein                                                              | Hanganriss/Felswand            | bedeutend          | Naturpark                                                     |                                 |
| Druidenstein NW von Hiltpoltstein                              | weitere Bilder | 474R034   | Hiltpoltstein Position  | Nördliche Frankenalb    | Freistehender Schwammstotzen. | 575 25 × 23              | Typ: Felsturm/-nadel Art: Dolomitstein                                                              | Hanganriss/Felswand            | bedeutend          | Naturdenkmal, Naturpark                                       |                                 |
| Zwillingsfelsen am Walberla-Berg SSE von Kirchehrenbach        | weitere Bilder | 474R035   | Kirchehrenbach Position | Nördliche Albrandregion | Felsturm am Walberla. Schwammriffe halten der Verwitterung besonders lange stand und bilden Felswände und Kuppen. An senkrechten Klüften kann die Verwitterung angreifen, so dass freistehende Felstürme entstehen. | 30 15 × 2                | Typ: Felsturm/-nadel Art: Dolomitstein                                                              | Hanganriss/Felswand            | bedeutend          | Naturschutzgebiet, Landschaftsschutzgebiet, FFH-Gebiet        |                                 |
| Steinerne Frau am Walberla S von Kirchehrenbach                | weitere Bilder | 474R036   | Kirchehrenbach Position | Nördliche Albrandregion | Felsturm am Walberla. | 100 10 × 10              | Typ: Felsturm/-nadel Art: Dolomitstein                                                              | Hanganriss/Felswand            | bedeutend          | Naturschutzgebiet, Landschaftsschutzgebiet, FFH-Gebiet        | Bayerns schönste Geotope Nr. 41 |
| Ehrenbürgfelsen am Walberla-Berg ENE von Wiesenthau            | weitere Bilder | 474R037   | Wiesenthau Position     | Nördliche Albrandregion | Felswand aus Frankendolomit (Schwammfazies). | 18.000 300 × 60          | Typ: Felswand/-hang Art: Dolomitstein                                                               | Hanganriss/Felswand            | bedeutend          | Naturschutzgebiet, Landschaftsschutzgebiet, FFH-Gebiet        |                                 |
| Felsentor NW von Egloffstein                                   |                | 474R038   | Egloffstein Position    | Nördliche Frankenalb    | Bizarr verwitterte Schwammstotzen mit großem Felstor. | 100 10 × 10              | Typ: Felsturm/-nadel, Karst-Halbh./Naturbrücke Art: Dolomitstein                                    | Hanganriss/Felswand            | bedeutend          | Landschaftsschutzgebiet, Naturpark                            |                                 |
| Wasserfall bei Äpfelbach                                       | weitere Bilder | 474R039   | Egloffstein Position    | Nördliche Frankenalb    | Kaskadenartiger Wasserfall mit quartärer Kalktuff-Bildung. | 150 15 × 10              | Typ: Wasserfall, Sinterbildung Art: Dolomitstein                                                    | Prallhang/Flussbett/Bachprofil | wertvoll           | Naturdenkmal, Naturpark                                       |                                 |
| Heidelbergfelsen ENE von Äpfelbach                             |                | 474R040   | Egloffstein Position    | Nördliche Frankenalb    | Letzter verbliebener Felsen einer Gruppe mit schönen Schwammstrukturen. | 600 60 × 10              | Typ: Felsturm/-nadel Art: Dolomitstein                                                              | Hanganriss/Felswand            | bedeutend          | Landschaftsschutzgebiet, FFH-Gebiet, Vogelschutzgebiet        |                                 |
| Wichsensteinerfels bei Wichsenstein                            | weitere Bilder | 474R041   | Gößweinstein Position   | Nördliche Frankenalb    | Felsmassiv aus mehreren Schwammstotzen bei Wichsenstein, gehört zur Massenfazies des Malm Delta. | 10.000 100 × 100         | Typ: Felsburg Art: Dolomitstein                                                                     | Hanganriss/Felswand            | bedeutend          | Naturdenkmal, Naturpark                                       |                                 |
| Kachelstein NNE von Wohlmutshüll                               |                | 474R042   | Ebermannstadt Position  | Nördliche Frankenalb    | Markanter, pilzförmiger Felsen auf einer Wiese bei Wohlmuthshüll. Der obere Teil besteht aus einer kompakten, dicken Dolomitbank, der untere aus splittrig verwittertem Dolomit. | 15 5 × 3                 | Typ: Felsturm/-nadel Art: Dolomitstein                                                              | Hanganriss/Felswand            | bedeutend          | Naturdenkmal, Landschaftsschutzgebiet, Naturpark              |                                 |
| Gipfel des Kreuzbergs SE von Ebermannstadt                     |                | 474R043   | Ebermannstadt Position  | Nördliche Frankenalb    | Aufschluss der Schwammfazies des Malm Gamma bis Delta. | 600 40 × 15              | Typ: Felswand/-hang Art: Dolomitstein                                                               | Hanganriss/Felswand            | bedeutend          | Naturdenkmal, Landschaftsschutzgebiet, Naturpark              |                                 |
| Bärenstein SW von Gößweinstein                                 |                | 474R044   | Gößweinstein Position   | Nördliche Frankenalb    | Massige Schwammriffe aus Frankendolomit. | 1.200 40 × 30            | Typ: Felsturm/-nadel Art: Dolomitstein                                                              | Hanganriss/Felswand            | bedeutend          | Naturdenkmal, Naturpark                                       |                                 |
| Felsen mit Elisabethengrotte und Ölberggrotte in Gößweinstein  | weitere Bilder | 474R045   | Gößweinstein Position   | Nördliche Frankenalb    | Felsen aus dolomitisiertem Schwammkalk. In einer natürlichen Grotte soll die Heilige Elisabeth von Thüringen auf dem Weg zur Burg Pottenstein bei Gewitter Schutz gefunden haben. | 36 6 × 6                 | Typ: Felsturm/-nadel, Karst-Halbh./Naturbrücke Art: Dolomitstein                                    | Hanganriss/Felswand            | geringwertig       | Naturdenkmal, Naturpark                                       |                                 |
| Felsen mit Kapuzinerkegelbahngrotte in Gößweinstein            | weitere Bilder | 474R046   | Gößweinstein Position   | Nördliche Frankenalb    | Dolomitfelsen mit Grotte, deren Eingang als Andachtsstätte dient. | 375 25 × 15              | Typ: Felswand/-hang, Karst-Halbh./Naturbrücke Art: Dolomitstein                                     | Hanganriss/Felswand            | bedeutend          | Naturpark                                                     |                                 |
| Kreuzbergfelsen in Gößweinstein                                |                | 474R047   | Gößweinstein Position   | Nördliche Frankenalb    | Stark löchrig verwitterter Dolomitfelsen. | 200 20 × 10              | Typ: Felswand/-hang Art: Dolomitstein                                                               | Hanganriss/Felswand            | bedeutend          | Naturdenkmal, Naturpark                                       |                                 |
| Gernerfels in Gößweinstein                                     | weitere Bilder | 474R048   | Gößweinstein Position   | Nördliche Frankenalb    | Felswände und -türme, die aus dolomitisierten Schwammstotzen herauspräpariert wurden. | 400 20 × 20              | Typ: Felsturm/-nadel Art: Dolomitstein                                                              | Hanganriss/Felswand            | bedeutend          | Naturdenkmal, Naturpark                                       |                                 |
| Wagnershöhe bei Gößweinstein                                   | weitere Bilder | 474R049   | Gößweinstein Position   | Nördliche Frankenalb    | Gute Aussicht auf die Täler bei Behringersmühle. | 4.800 120 × 40           | Typ: Felswand/-hang Art: Dolomitstein                                                               | Hanganriss/Felswand            | bedeutend          | Naturschutzgebiet, Naturdenkmal, FFH-Gebiet                   |                                 |
| Zinken und Napoleonsfels bei Gößweinstein                      | weitere Bilder | 474R050   | Gößweinstein Position   | Nördliche Frankenalb    | Kette bizarrer, löchrig verwitterter Dolomitfelsen. | 12.000 200 × 60          | Typ: Felsgruppe Art: Dolomitstein                                                                   | Hanganriss/Felswand            | bedeutend          | Naturschutzgebiet, Naturdenkmal, Landschaftsschutzgebiet      |                                 |
| Blechstein SW von Obertrubach                                  | weitere Bilder | 474R051   | Obertrubach Position    | Nördliche Frankenalb    | Mehrere Meter mächtige, schräg geschichtete Dolomitlagen. Felsen werden zum Klettern genutzt. | 4.500 90 × 50            | Typ: Felswand/-hang, Gesteinsart Art: Dolomitstein                                                  | Hanganriss/Felswand            | bedeutend          | Naturdenkmal, Landschaftsschutzgebiet, FFH-Gebiet             |                                 |
| Felsentor SE von Gößweinstein                                  | weitere Bilder | 474R052   | Gößweinstein Position   | Nördliche Frankenalb    | Felsentor in Dolomitfelsen mit einem Durchmesser von ca. 5 m. | 100 10 × 10              | Typ: Felswand/-hang, Karst-Halbh./Naturbrücke Art: Dolomitstein                                     | Hanganriss/Felswand            | bedeutend          | Landschaftsschutzgebiet, Naturpark                            |                                 |
| Martinswand bei Gößweinstein                                   |                | 474R053   | Gößweinstein Position   | Nördliche Frankenalb    | Eine der höchsten Felswände der Fränkischen Schweiz, etwas versteckt im Buchenwald. An glatten Wänden sind zum Teil verkieselte Schwammquerschnitte zu sehen. Nur 200 m nordöstlich stehen weitere Felstürme. | 30.000 300 × 100         | Typ: Felsturm/-nadel Art: Dolomitstein                                                              | Hanganriss/Felswand            | bedeutend          | Naturdenkmal, FFH-Gebiet, Vogelschutzgebiet                   |                                 |
| Mooslerfels bei Etzdorf                                        |                | 474R054   | Gößweinstein Position   | Nördliche Frankenalb    | Markanter Schwammstotzen am Ortseingang von Etzdorf. | 110 11 × 10              | Typ: Felswand/-hang Art: Dolomitstein                                                               | Hanganriss/Felswand            | bedeutend          | Naturdenkmal, Naturpark                                       |                                 |
| Wasserberg W von Gößweinstein                                  |                | 474R055   | Gößweinstein Position   | Nördliche Frankenalb    | Felsmassiv aus dolomitisierten Schwammriffen, weitgehend zugewachsen. | 1.600 40 × 40            | Typ: Felswand/-hang Art: Dolomitstein                                                               | Hanganriss/Felswand            | bedeutend          | Naturschutzgebiet, Landschaftsschutzgebiet, FFH-Gebiet        |                                 |
| Felsen Wassergrotte mit Höhle SE von Burggaillenreuth          |                | 474R056   | Ebermannstadt Position  | Nördliche Frankenalb    | Markanter Felsen am Wanderweg zwischen Sachsenmühle und Burggaillenreuth. | 234 18 × 13              | Typ: Felswand/-hang, Karst-Halbh./Naturbrücke Art: Dolomitstein                                     | Hanganriss/Felswand            | bedeutend          | Naturdenkmal, Landschaftsschutzgebiet, FFH-Gebiet             |                                 |
| Felstor NW von Burggaillenreuth                                | weitere Bilder | 474R057   | Ebermannstadt Position  | Nördliche Frankenalb    | Langes, fast zugewachsenes Felsmassiv aus dolomitisierten Schwammriff-Kalken. | 6.000 200 × 30           | Typ: Felsturm/-nadel Art: Dolomitstein                                                              | Hanganriss/Felswand            | bedeutend          | Naturdenkmal, Landschaftsschutzgebiet, FFH-Gebiet             |                                 |
| Felsen mit Heinrichsgrotte SE von Burggaillenreuth             |                | 474R058   | Ebermannstadt Position  | Nördliche Frankenalb    | Mittelalterlicher Burgstall Altes Schloss auf Resten eines keltischen Ringwalls. Unterhalb liegt die Heinrichsgrotte. | 200 20 × 10              | Typ: Felswand/-hang, Karst-Halbh./Naturbrücke Art: Dolomitstein                                     | Hanganriss/Felswand            | bedeutend          | Naturdenkmal, Landschaftsschutzgebiet, FFH-Gebiet             |                                 |
| Adlerstein S von Engelhardsberg                                |                | 474R059   | Wiesenttal Position     | Nördliche Frankenalb    | Fels bei Engelhardsberg, der über eine Eisenleiter bestiegen werden kann. | 25 5 × 5                 | Typ: Felsturm/-nadel Art: Dolomitstein                                                              | Hanganriss/Felswand            | bedeutend          | Naturdenkmal, Landschaftsschutzgebiet, FFH-Gebiet             |                                 |
| Quackenburg mit Quackenschloss SSW von Engelhardsberg          | weitere Bilder | 474R060   | Wiesenttal Position     | Nördliche Frankenalb    | Höhlenruine, Rest eines sehr alten Höhlensystems. Glatte Felswände mit Brachiopodenresten. | 800 40 × 20              | Typ: Felswand/-hang Art: Dolomitstein                                                               | Hanganriss/Felswand            | bedeutend          | Naturdenkmal, Landschaftsschutzgebiet, FFH-Gebiet             |                                 |
| Dolomitfelsgruppe Kirchengrotten SW von Engelhardsberg         | weitere Bilder | 474R061   | Wiesenttal Position     | Nördliche Frankenalb    | Felsmassiv mit 5 Grotten, das als Kletterfelsen genutzt wird. | 2.100 70 × 30            | Typ: Felswand/-hang, Karst-Halbh./Naturbrücke Art: Dolomitstein                                     | Hanganriss/Felswand            | bedeutend          | Naturdenkmal, Landschaftsschutzgebiet, FFH-Gebiet             |                                 |
| Pfaffenstein SE von Moritz                                     |                | 474R062   | Gößweinstein Position   | Nördliche Frankenalb    | Dolomitfelsen des Malm Epsilon, umgeben von einem Damwildgehege. | 12.000 120 × 100         | Typ: Felswand/-hang Art: Dolomitstein                                                               | Hanganriss/Felswand            | bedeutend          | Naturdenkmal, Landschaftsschutzgebiet, Naturpark              |                                 |
| Felsturm Alter Freund S von Unterailsfeld                      |                | 474R063   | Gößweinstein Position   | Nördliche Frankenalb    | Grau-weißlicher Felsturm aus dolomitisiertem Schwammriffkalk. | 600 30 × 20              | Typ: Felsturm/-nadel Art: Dolomitstein                                                              | Hanganriss/Felswand            | bedeutend          | Naturdenkmal, Landschaftsschutzgebiet, Naturpark              |                                 |
| Höhlenruine Riesenburg NNE von Engelhardsberg                  | weitere Bilder | 474R064   | Wiesenttal Position     | Nördliche Frankenalb    | Höhlenruine mit Deckenöffnung, die durch Einsturz einer Flusshöhle entstanden ist. | 10.000 100 × 100         | Typ: Felswand/-hang, Karst-Schacht-&Horizontalhöhle, Doline Art: Dolomitstein                       | Hanganriss/Felswand            | bedeutend          | Naturdenkmal, Landschaftsschutzgebiet, FFH-Gebiet             | Bayerns schönste Geotope Nr. 61 |
| Felsgruppe Alte Küche N von Obertrubach                        | weitere Bilder | 474R066   | Obertrubach Position    | Nördliche Frankenalb    | Riffkomplex aus Schichten des mittleren Kimmeridgiums, stark zugewachsen. | 900 60 × 15              | Typ: Felsgruppe Art: Dolomitstein                                                                   | Hanganriss/Felswand            | bedeutend          | Naturdenkmal, Naturpark                                       |                                 |
| Märzstein bei Herzogwind                                       |                | 474R067   | Obertrubach Position    | Nördliche Frankenalb    | Felswand aus massigem Dolomit mit horizontaler Klüftung. | 400 40 × 10              | Typ: Felswand/-hang Art: Dolomitstein                                                               | Hanganriss/Felswand            | bedeutend          | Landschaftsschutzgebiet, Naturpark                            |                                 |
| Felsgruppe an der Langen Leiste bei Affalterthal               |                | 474R068   | Egloffstein Position    | Nördliche Frankenalb    | Großer Riffkomplex bei Affalterthal. | 500 50 × 10              | Typ: Felsgruppe Art: Dolomitstein                                                                   | Hanganriss/Felswand            | bedeutend          | Naturpark                                                     |                                 |
| Felsstufe an der Langen Leiste NW von Affalterthal             |                | 474R069   | Egloffstein Position    | Nördliche Frankenalb    | Langgestreckte, aber nur ca. 6 m hohe Felskette. | 300 60 × 5               | Typ: Felsgruppe, Schichtstufe Art: Dolomitstein                                                     | Hanganriss/Felswand            | bedeutend          | Landschaftsschutzgebiet, Naturpark                            |                                 |
| Knopfstein S von Bärnfels                                      | weitere Bilder | 474R070   | Obertrubach Position    | Nördliche Frankenalb    | Bizarrer Felsen mit einer Verjüngung auf halber Höhe, der einem Hosenknopf ähnelt. | 100 10 × 10              | Typ: Felsturm/-nadel Art: Dolomitstein                                                              | Hanganriss/Felswand            | bedeutend          | Naturdenkmal, Landschaftsschutzgebiet, Naturpark              |                                 |
| Felsen mit Pulverloch E von Draisendorf                        |                | 474R071   | Wiesenttal Position     | Nördliche Frankenalb    | Felswand bei Draisendorf, unten aus ebenbankigem Dolomit (entstanden aus geschichteten Kalken). Im oberen Bereich dolomitisierte Riffkalke. | 1.200 40 × 30            | Typ: Felswand/-hang, Karst-Halbh./Naturbrücke Art: Dolomitstein                                     | Hanganriss/Felswand            | bedeutend          | Landschaftsschutzgebiet, Naturpark                            |                                 |
| Rauhenberger Löcher und Bettelküche NW von Rauhenberg          |                | 474R072   | Wiesenttal Position     | Nördliche Frankenalb    | Felsgruppe aus mehreren dolomitisierten Schwammstotzen bei Rauhenberg. | 10.000 100 × 100         | Typ: Felsgruppe, Karst-Halbh./Naturbrücke Art: Dolomitstein                                         | Hanganriss/Felswand            | bedeutend          | Landschaftsschutzgebiet, Naturpark                            |                                 |
| Schwammkalkfelswand mit Höhlen NW von Streitberg               | weitere Bilder | 474R073   | Wiesenttal Position     | Nördliche Frankenalb    | Aufschluss der Riffkuppeln des Unteren Malm und der darunter liegenden Streitberger Fazies (Schwamm-Mergel-Fazies). | 40.000 200 × 200         | Typ: Felswand/-hang, Karst-Halbh./Naturbrücke, Schichtfolge Art: Dolomitstein                       | Hanganriss/Felswand            | bedeutend          | Naturdenkmal, Landschaftsschutzgebiet, FFH-Gebiet             |                                 |
| Werkkalkfelswand mit Höhlen NE von Streitberg                  | weitere Bilder | 474R074   | Wiesenttal Position     | Nördliche Frankenalb    | Am Schneiderloch tritt ein kleiner Höhlenbach aus den grobgebankten Kalken des Weissjura Alpha aus. Heute liegt der Höhlenbach meist trocken und ist 13 m in den Berg hinein begehbar. Über der Höhle steht eine hellgraue Felswand aus Riffkalk mit der Zeugengrotte. | 1.600 40 × 40            | Typ: Felswand/-hang, Karst-Horizontalhöhle Art: Kalkstein                                           | Hanganriss/Felswand            | wertvoll           | Landschaftsschutzgebiet, FFH-Gebiet, Vogelschutzgebiet        |                                 |
| Ruinenfelsen Burg Neideck ESE von Streitberg                   | weitere Bilder | 474R075   | Wiesenttal Position     | Nördliche Frankenalb    | Burgruine Neideck auf einem Riffstotzen. | 10.000 100 × 100         | Typ: Felsburg Art: Dolomitstein                                                                     | Hanganriss/Felswand            | bedeutend          | Landschaftsschutzgebiet, FFH-Gebiet, Vogelschutzgebiet        |                                 |
| Müllerfelsen ENE von Streitberg                                | weitere Bilder | 474R076   | Wiesenttal Position     | Nördliche Frankenalb    | Typischer Schwammstotzen an der Schichtgrenze Malm Alpha/Beta. Das Riff wird nach oben hin breiter. | 1.400 70 × 20            | Typ: Felsturm/-nadel, Schichtfolge Art: Dolomitstein                                                | Hanganriss/Felswand            | wertvoll           | Landschaftsschutzgebiet, FFH-Gebiet, Vogelschutzgebiet        |                                 |
| Felsen mit Höhle Klingelloch NW von Burggaillenreuth           |                | 474R080   | Ebermannstadt Position  | Nördliche Frankenalb    | Dolomitfelsen mit dem Eingang zur Höhle Klingelloch. | 600 100 × 6              | Typ: Felswand/-hang, Karst-Halbh./Naturbrücke Art: Dolomitstein                                     | Hanganriss/Felswand            | bedeutend          | Naturdenkmal, Landschaftsschutzgebiet, FFH-Gebiet             |                                 |
| Felsen mit Konstantinengrotte NW von Behringersmühle           |                | 474R081   | Gößweinstein Position   | Nördliche Frankenalb    | Geräumige Grotte, die für Kirchenfeste genutzt wird. Hinten in der Grotte ist ein zugemauerter Eingang. Der Felsen ist im oberen Bereich gebankt. | 256 16 × 16              | Typ: Felswand/-hang, Karst-Halbh./Naturbrücke Art: Dolomitstein                                     | Hanganriss/Felswand            | bedeutend          | Landschaftsschutzgebiet, FFH-Gebiet, Vogelschutzgebiet        |                                 |
| Dolomitfelsen Reisknock S von Draisendorf                      |                | 474R082   | Wiesenttal Position     | Nördliche Frankenalb    | Felswand bei Draisendorf aus grobem, löchrigem Dolomit. | 10.000 100 × 100         | Typ: Felswand/-hang Art: Dolomitstein                                                               | Hanganriss/Felswand            | bedeutend          | Landschaftsschutzgebiet, Naturpark                            |                                 |
| Wolfstein NE von Bärnfels                                      |                | 474R083   | Obertrubach Position    | Nördliche Frankenalb    | Dolomitisierter Riff-Fels mit horizontalen Absonderungsflächen. | 320 40 × 8               | Typ: Felswand/-hang Art: Dolomitstein                                                               | Hanganriss/Felswand            | bedeutend          | Naturdenkmal, Landschaftsschutzgebiet, Naturpark              |                                 |
| Sinterterrassen an der Lillach ESE von Weißenohe               | weitere Bilder | 474R084   | Weißenohe Position      | Nördliche Frankenalb    | Starke Karstquelle aus den Bankkalken des Unteren Malms. Unterhalb der Quelle entstanden auf 300 m Länge treppenartige Sinterterrassen, die seit 1976 als flächenhaftes Naturdenkmal geschützt sind. | 3.000 300 × 10           | Typ: Sinterterrassen Art: Kalktuff, Kalkstein                                                       | sonstiger Aufschluss           | wertvoll           | Naturdenkmal, Landschaftsschutzgebiet, FFH-Gebiet             |                                 |
| Bach mit Sinterbecken E von Ebermannstadt                      |                | 474R085   | Ebermannstadt Position  | Nördliche Frankenalb    | Große Sinterbecken am Hang unterhalb einer Quelle. | 750 50 × 15              | Typ: Sinterterrassen, Schichtquelle Art: Kalktuff                                                   | kein Aufschluss                | bedeutend          | Landschaftsschutzgebiet, FFH-Gebiet, Vogelschutzgebiet        |                                 |
| Druidenhain SW von Wohlmannsgesees                             | weitere Bilder | 474R087   | Wiesenttal Position     | Nördliche Frankenalb    | Flache Felskuppe, die entlang zweier Kluftsysteme in einzelne Felskötze zerbrochen ist. Stellenweise sind schalenförmige Karrenbildungen zu sehen. | 10.000 200 × 50          | Typ: Felsblock, Karren/-felder Art: Dolomitstein                                                    | Felshang/Felskuppe             | wertvoll           | Naturdenkmal, Naturpark                                       |                                 |
| Retterner Kanzel SE von Rettern                                |                | 474R088   | Eggolsheim Position     | Nördliche Albrandregion | Aufschluss von massigem Schwammkalk des Oxfordium (Malm alpha) zwischen Rettern und Oberweilersbach. Gleich daneben stehen zwei durch Erosion freigestellte Felsen (Naturdenkmal). Ein Wanderweg (Teil des Fernwanderwegs Westlicher Albrandweg) führt an die Stelle. Im Hangschutt sind gelegentlich fossile Schwämme zu finden. | 64 8 × 8                 | Typ: Felsturm/-nadel Art: Kalkstein                                                                 | Felshang/Felskuppe             | wertvoll           | Naturdenkmal, Landschaftsschutzgebiet, FFH-Gebiet             |                                 |
| Blockfeld im Jägersburger Graben SE von Bammersdorf            |                | 474R089   | Forchheim Position      | Nördliche Albrandregion | Blockhalde zwischen Bammersdorf und Serlbach. Im oberen Teil des Grabens stehen Sandsteine des Rhätolias an, die dort früher auch in kleinen Steinbrüchen abgebaut wurden. Weiter unten bilden Sandsteinblöcke ein ausgedehntes Blockfeld. Die Steine enthalten Limonit, gelegentlich ist Kreuzschichtung zu erkennen. | 80.000 800 × 100         | Typ: Blockmeer Art: Sandstein                                                                       | Block                          | wertvoll           | Landschaftsschutzgebiet, FFH-Gebiet, Vogelschutzgebiet        |                                 |
| Sinterterrassen im Eggerbach N von Tiefenstürmig               |                | 474R090   | Eggolsheim Position     | Nördliche Albrandregion | Die Quelle des Eggerbachs entspringt ca. 1 km nördlich von Tiefenstürmig an der Schichtgrenze zwischen Oxfordium (Malm alpha) und Callovium (Dogger zeta). Am Oberlauf des Eggerbachs sind auf ca. 900 m Länge zahlreiche Tuffkaskaden entstanden, die bis zu 1 m hoch sind. | 4.500 900 × 5            | Typ: Sinterterrassen Art: Kalktuff                                                                  | sonstiger Aufschluss           | wertvoll           | Naturdenkmal, Landschaftsschutzgebiet, FFH-Gebiet             |                                 |
| Durchgangshöhle Gaiskirche SW Moschendorf                      |                | 474R091   | Gößweinstein Position   | Nördliche Frankenalb    | Die Durchgangshöhle in der Felsrippe ist durch ihre Höhe von ca. 10 Metern beeindruckend. Die Klüfte im Dolomitstein haben sich durch die Verwitterung zu länglichen Fenstern aufgeweitet. Die Höhle entstand durch die Verkarstung (Auflösung von Gesteinen durch kohlensäurehaltiges Wasser - Regenwasser). Die Gaiskirche ist über einen steilen Fußpfad zu erreichen. Trittsicherheit ist auch in der Höhle notwendig.                    | 1800 60 × 30             | Typ: Felswand/-hang, Karst-Schacht-&Horiz.h. Art: Dolomitstein                                      | Felshang/Felskuppe             | bedeutend          | Landschaftsschutzgebiet, FFH-Gebiet, Vogelschutzgebiet        |                                 |